# Revue des Études Juives
 Revue des études juives  è una rivista accademica trimestrale di ebraistica in lingua francese.
Fondata a luglio del 1880 all'École pratique des hautes études di Parigi dalla Société des Études Juives. Il fondatore e primo direttore fu l'ebraista francese Isidore Loeb (1839-1892), al quale succedette Israel Lévi.
I redattori della Revue des Études Juives sono Jean-Pierre Rothschild e José Costa, mentre il caporedattore è Peter Nahon. La rivista è pubblicata dall'editore Peeters Publishers.
La Revue des Études Juivesè uno dei più antichi periodici scientifici attivi nel campo degli studi ebraici: a titolo di esempio, l'omologa inglese, la Jewish Quarterly Review, fu fondata nel 1889. Essa pubblica articoli relativi alla storia degli ebrei francesi, alla ricerca e pubblicazione di testi inediti dell'ebraismo. Quasi ogni numero contiene anche una sezione bibliografica, dedicata alle recensioni delle ultimi titoli di ebraistica dati alle stampe.

## Indicizzazione
Gli articoli della rivista e i relativi abstract sono indicizzati da:
- Arts and Humanities Citation Index;
- Current Contents/Arts & Humanities;
- International Bibliography of Periodical Literature;
- Bibliographie linguistique/Linguistic Bibliography;
- ATLA Religion Database;
- New Testament Abstracts;
- Index Islamicus;
- Scopus.